# August Flender
August Flender (* 30. Dezember 1899 in Düsseldorf; † 1982) war ein deutscher Volkswirtschaftler.

## Leben
Flender legte 1923 an der Wirtschafts- und sozialwissenschaftlichen Fakultät der Universität Köln seine Dissertation vor. 1937 kam er zum Verband rheinischer Wohnungsunternehmen, dessen Direktor er von 1938 bis 1968 war.
Ab 1953 nahm er an der Universität Köln einen Lehrauftrag für betriebliche Fragen der Wohnungswirtschaft wahr und wurde dort 1966 zum Honorarprofessor ernannt. 1956 war August Flender (Verband rheinischer Wohnungsunternehmen) zusammen mit Hermann Josef Abs (Deutsche Bank), Alois Alzheimer (Münchener Rückversicherungsgesellschaft), Fritz Berg (Präsident des BDI) und Heinrich Dinkelbach (Stahltreuhändevereinigung) Mitglied des Großen Fachrates des  Institutes der Wirtschaftsprüfer.

## Ehrungen
- 1968: Großes Verdienstkreuz der Bundesrepublik Deutschland

## Schriften
- Entwicklung und Bedeutung des Genossenschaftswesen im Schuhmacherhandwerk,  Wirtsch.- u. sozialwiss. Diss., Köln, 1923 (Promotionsschrift)
- Festschrift aus Anlass des 25jährigen Bestehens des Zentralverbandes deutscher Schuhmacher-Rohstoffgenossenschaften e. G. m. b. H. Düsseldorf, Greven, Krefeld, 1926
- Die Aufgaben der gemeinnützigen Wohnungsunternehmen in der sozialen Marktwirtschaft, Düsseldorf : Verband rheinischer Wohnungsunternehmen, 1963, (Sonderdruck)
- Die Wohnungsgemeinnützigkeit im Wandel der Zeiten, Hammonia-Verlag, Hamburg, 1969
- Wohnungsbau im Spiegel der Zeit, Steinbock-Verlag,  Hannover, 1969
- Handbuch über Kosten und Wirtschaftlichkeit in der Wohnungswirtschaft: Kommentar zur Mieten- und Wirtschaftlichkeitsberechnung für neugeschaffenen Wohnraum (zusammen mit Helmut Bormann und Joseph Thiele),  Hammonia-Verlag, Hamburg, 1953